# Uslowoje (Kaliningrad, Gurjewsk)
Uslowoje (russisch Узловое, deutsch Königlich Neuendorf, 1931–1945 Neuendorf (Kurisches Haff)) ist ein Ort in der russischen Oblast Kaliningrad. Er gehört zur kommunalen Selbstverwaltungseinheit Stadtkreis Gurjewsk im Rajon Gurjewsk.

## Geographische Lage
Uslowoje liegt 24 Kilometer nordöstlich der Oblasthauptstadt Kaliningrad (Königsberg) an der Kommunalstraße 27K-070 von Dobrino (Nautzken) an der Regionalstraße 27A-024 (ex A190) nach Saliwnoje (Postnicken) am Kurischen Haff. Außerdem endet die von Sokolowka (Damerau) kommende Kommunalstraße 27K-378 in Uslowoje. Bis zur Küste des Kurischen Haffs (russisch: Kurschski Saliw) sind es acht Kilometer. 
Die nächste Bahnstation ist Bajewka 1 (ehemals Kuggen) an der Bahnstrecke Kaliningrad–Sowetsk (Königsberg–Tilsit).

## Geschichte
Das bis 1931 Königlich Neuendorf (in Unterscheidung zu Adlig Neuendorf (heute russisch: Rschewskoje), damals ebenfalls im Landkreis Königsberg gelegen) genannte Dorf wurde 1874 in den neu errichteten Amtsbezirk Damerau (russisch: Sokolowka) eingegliedert und gehörte zum Landkreis Königsberg (Preußen) im Regierungsbezirk Königsberg der preußischen Provinz Ostpreußen. Am 14. Mai 1930 wurde Königlich Neuendorf in den Amtsbezirk Gallgarben (russisch: Marschalskoje) umgegliedert. Am 30. September 1931 erhielt die Landgemeinde den Namen „Neuendorf“ (ohne Zusatz), der aber schon am 14. Oktober des gleichen Jahres in „Neuendorf (Kurisches Haff)“ geändert wurde.
Infolge des Zweiten Weltkrieges wurde Neuendorf innerhalb des nördlichen Ostpreußens in die Sowjetunion eingegliedert. Im Jahr 1947 erhielt der Ort die russische Bezeichnung Uslowoje und wurde gleichzeitig dem Dorfsowjet Saliwenski selski Sowet im Rajon Gurjewsk zugeordnet. Später gelangte der Ort in den Marschalski selski Sowet. Von 2008 bis 2013 gehörte Uslowoje zur Landgemeinde Chrabrowskoje selskoje posselenije und seither zum Stadtkreis Gurjewsk.

### Einwohnerentwicklung
| Jahr | Einwohner |
| ---- | --------- |
| 1910 | 320       |
| 1933 | 263       |
| 1939 | 246       |
| 2002 | 78        |
| 2010 | 81        |

## Kirche
Mit seiner fast ausnahmslos evangelischen Einwohnerschaft war Neuendorf bis 1945 in das Kirchspiel Schaaken mit Pfarrsitz in Kirche Schaaken (heute russisch: Schemtschuschnoje) eingepfarrt. Es gehörte zum Kirchenkreis Königsberg-Land II in der Kirchenprovinz Ostpreußen der Kirche der Altpreußischen Union. Heute liegt Uslowoje im Einzugsgebiet der neu entstandenen evangelisch-lutherischen Gemeinde in Marschalskoje (Gallgarben), einer Filialgemeinde der Auferstehungskirche in Kaliningrad (Königsberg) innerhalb der Propstei Kaliningrad der Evangelisch-lutherischen Kirche Europäisches Russland (ELKER).

## Persönlichkeiten
- Lilly Kröhnert (1912–1996), Malerin und Bildhauerin